# Mesoleius maculator
Mesoleius maculator là một loài tò vò trong họ Ichneumonidae.